# 鄧氏特鯰
鄧氏特鯰，為輻鰭魚綱鯰形目項鰭鯰科的其中一種，為熱帶淡水魚類，分布於南美洲亞馬遜河上游及Caqueta河流域，體長可達12公分，棲息在砂石底質溪流底層水域，生活習性不明。

## 扩展阅读
維基物種上的相關：鄧氏特鯰